# Gioppino
Gioppino (in bergamasco Giopì) è una maschera bergamasca. La sua principale caratteristica fisica sono tre grossi gozzi, da lui chiamati le sue granate o coralli, che ostenta non come un difetto fisico, ma come veri e propri gioielli, essendo essi il blasone di famiglia. 
La tradizione vuole che sia nato da Bortolo Söcalonga e Maria Scatoléra a Zanica dove vive con la moglie Margì e il figlio: Bortolì. Il suo nome in bergamasco è Giopì de Sanga. Ha anche due fratelli, Giacomì e il piccolo Pisanbraga, e i nonni Bernardo e Bernarda.
Faccione furbo, rubicondo, vestito di grosso panno verde orlato di rosso, pantaloni scuri da contadino e cappello rotondo con fettuccia volante, di mestiere fa il facchino e il contadino, professioni che di fatto non pratica preferendo guadagni occasionali meno faticosi. Di modi e linguaggio rozzissimi, ma fondamentalmente di buon cuore, porta sempre con sé un bastone che non disdegna di usare per far intendere la ragione, sempre comunque a vantaggio dei piccoli e degli oppressi. Amante del vino e del buon cibo, si dichiara innamoratissimo della Margì.

Gioppino incarna il sempliciotto rozzo ma di buon cuore, pronto a difendere i deboli. 
(Elbaginelli, Ghidoli, Bergamo e il suo territorio, 1977)
Ha assunto, tuttavia, anche una connotazione negativa, come persona furbastra e inaffidabile tanto che nel linguaggio comune si suole dire «fare la figura del Giopì» di chi non mantiene la parola o usa mezzucci per concludere raggiri di poco conto.
Gioppino oltre che essere una maschera è un burattino ed è protagonista di moltissime commedie per il teatro dei burattini.
A Bergamo e provincia è talmente popolare che il suo nome dialettale indica in modo generale tutti i burattini. Da qui è nata l'espressione "fà 'l giupì" che indica un atteggiamento di esagerata estroversione.

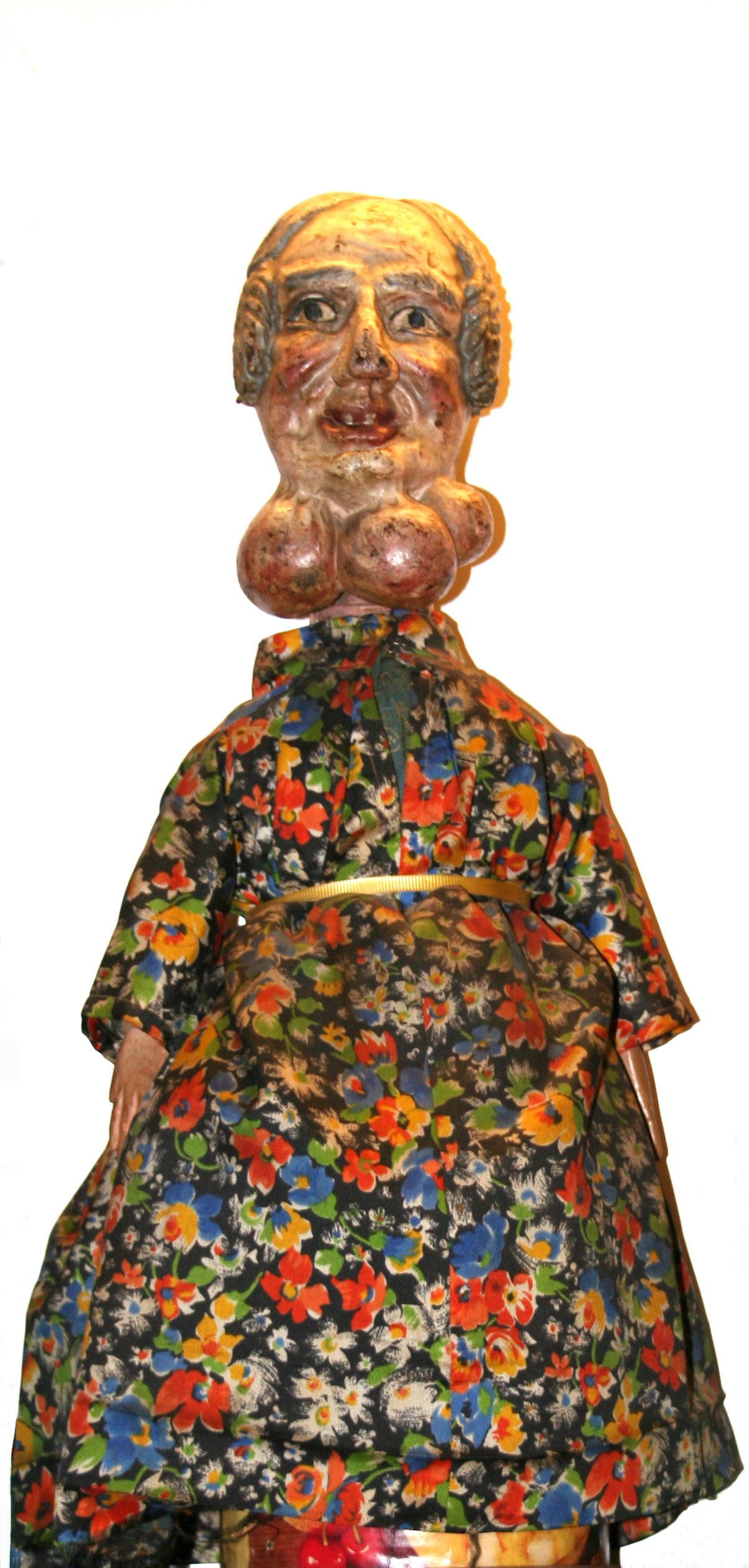
Bernarda, la nonna

Uno degli ultimi grandi burattinai è stato il Bigio di San Pellegrino Terme, ossia Luigi Milesi, che alternava la sua attività principale di pasticciere e albergatore a quella di burattinaio per passione, con spettacoli che teneva nella piazzetta adiacente ai propri locali per il godimento di grandi e piccini.
Degno di menzione Benedetto Ravasio di Bonate Sotto (1915-1990), l'artista che sintetizza il momento di passaggio tra la vecchia tradizione e il rinnovamento nel teatro di animazione. Figlio di un panettiere decise, insieme alla moglie Giuseppina Cazzaniga, di intraprendere professionalmente l'arte di burattinaio alla fine degli anni '40 del secolo scorso. Benedetto Ravasio suonava il mandolino, il violino e sapeva cantare; fu scultore, pittore e drammaturgo di se stesso. In altre parole, fu il burattinaio completo così come in passato lo furono Francesco Campogalliani, Italo e Giordano Ferrari e i Preti. La signora Pina non fu mai da meno: il ruolo della donna, nel teatro dei burattini è sempre stato fondamentale seppur, spesso, in ombra; ella non si limitò alla sartoria e a dar voce ai personaggi femminili ma condivise con il marito tutte le scelte e ben quarant'anni di "vita in baracca". Benedetto Ravasio presentava al proprio pubblico un Gioppino non volgare e contribuì a rendere popolarissimo questo personaggio, amato dai bergamaschi e da buona parte della popolazione lombarda nella seconda metà del Novecento, trasformando i vecchi canovacci della tradizione popolare, rivolti essenzialmente ad un pubblico adulto, rendendoli comprensibili e amati dai bambini. Si può dire che, nel tramandare la tradizione, egli fu uno tra i più grandi innovatori.
Pietro Ruggeri da Stabello scrisse per il Giopì innamorato una serenata per la sua Margì, che ebbe un grande successo popolare:

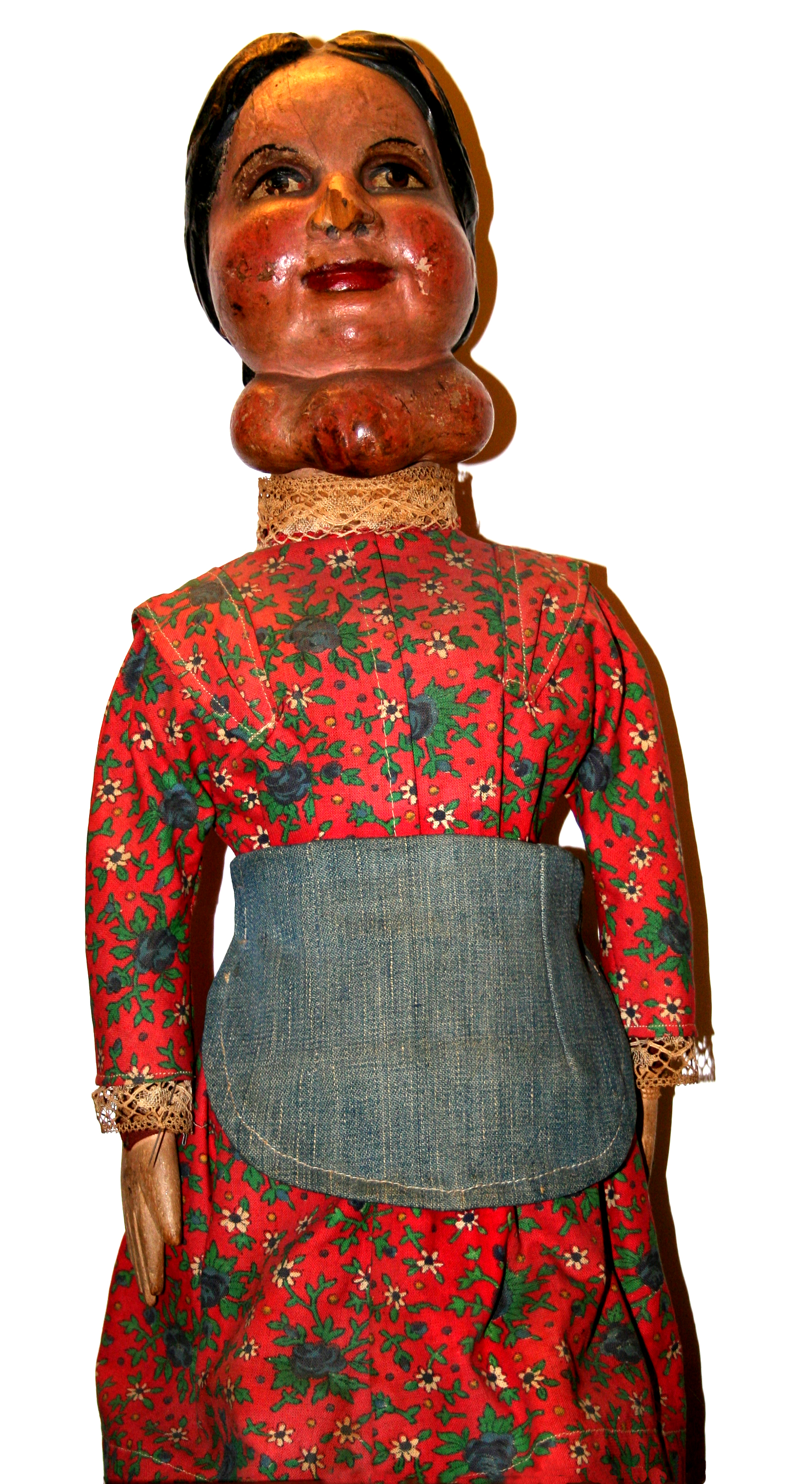
Margì

(Pietro Ruggeri, Baraca del Bataja.)

## Giopì e la sua famiglia

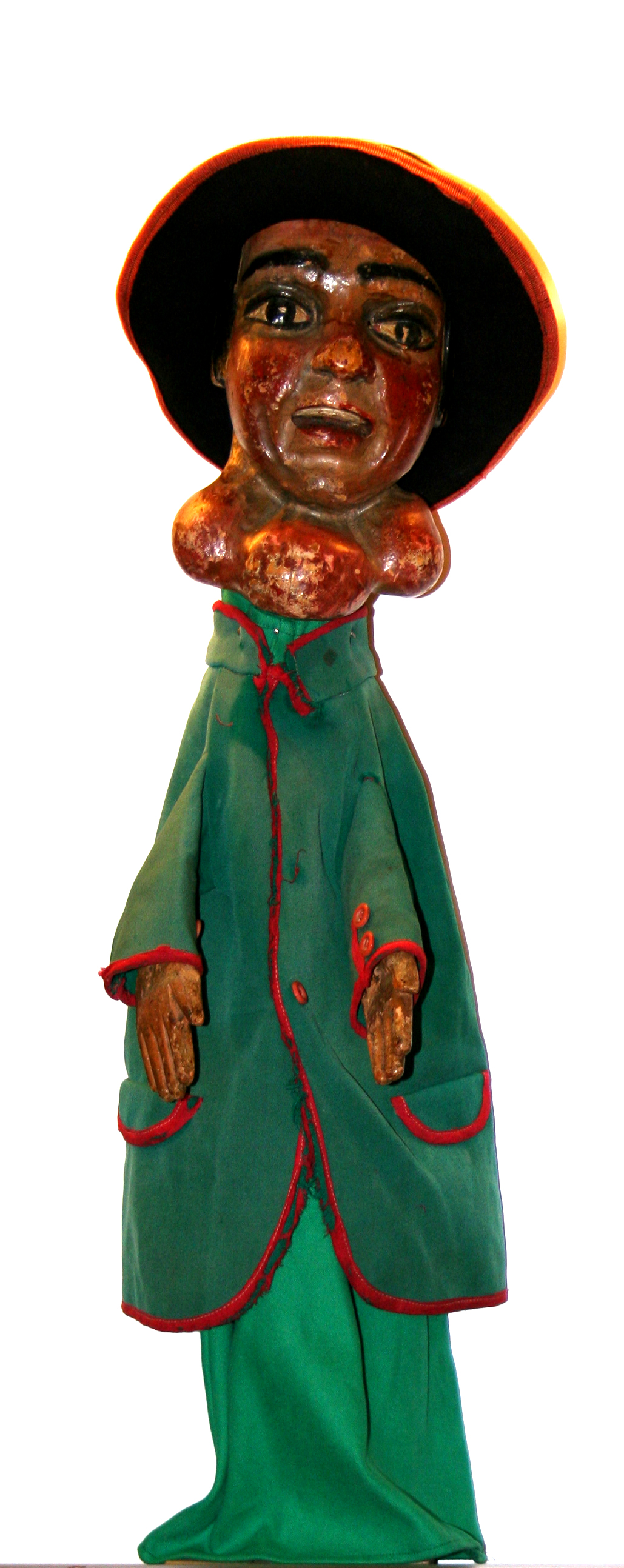
Giopì
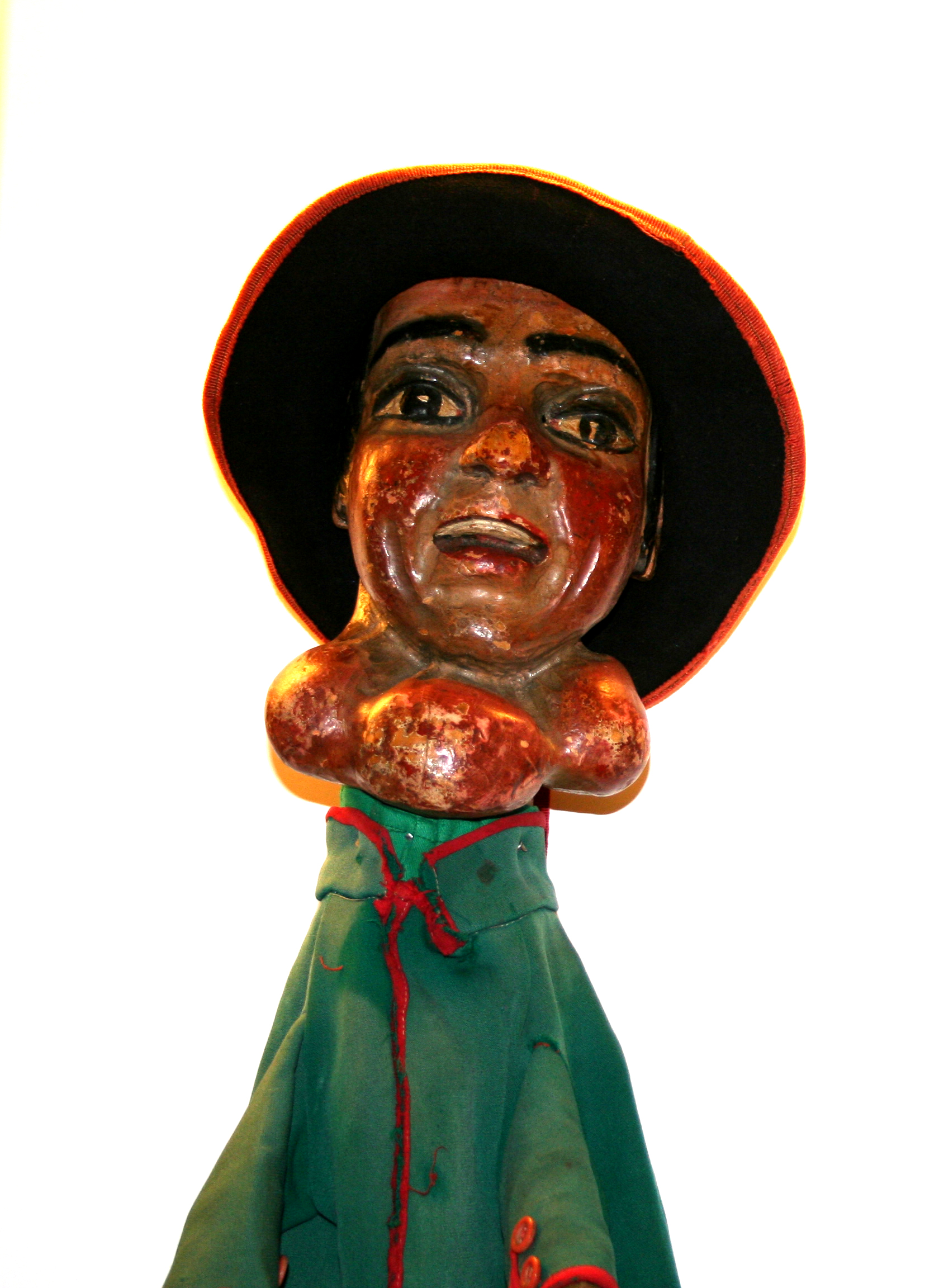
Giopì
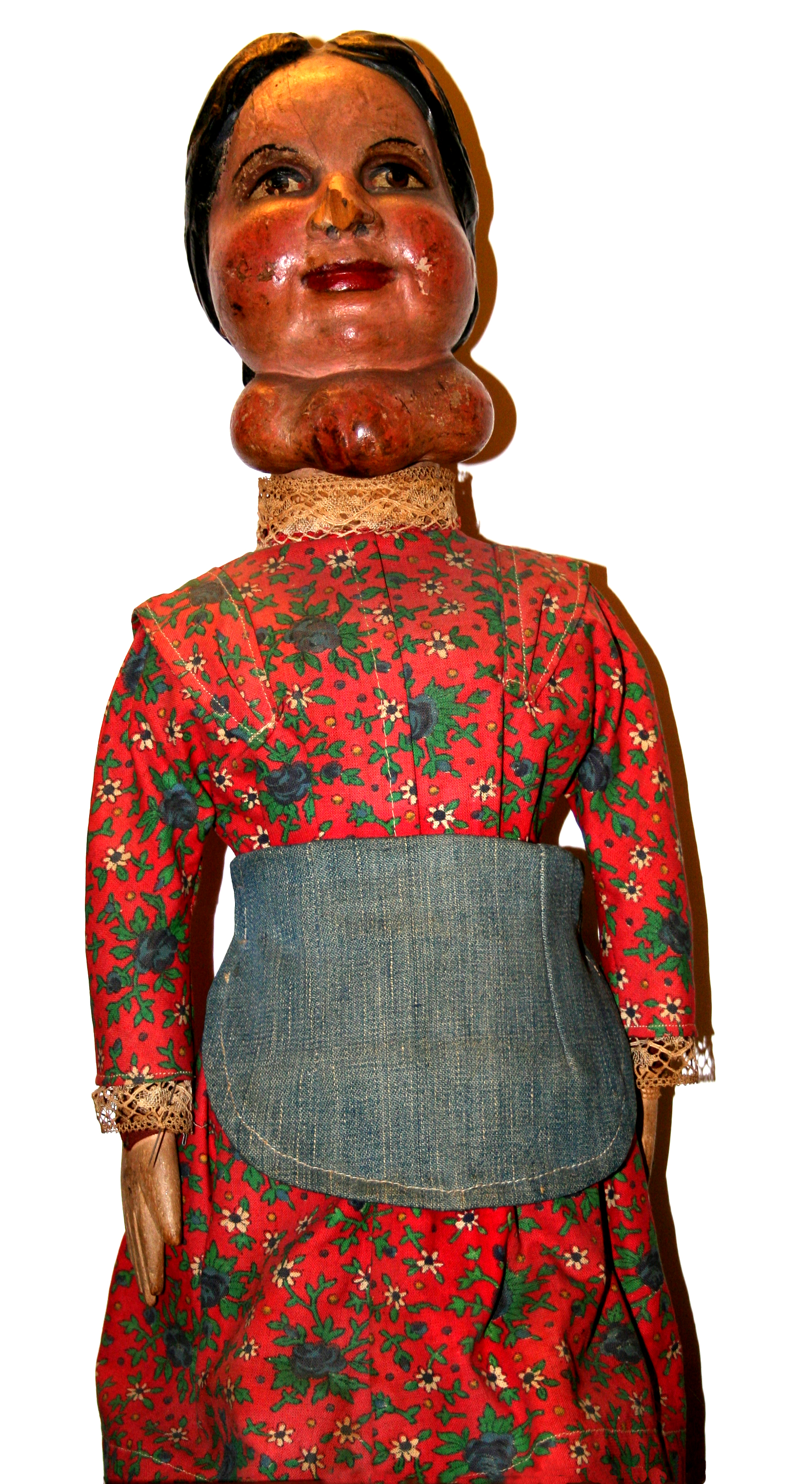
Margì, moglie di Giopì
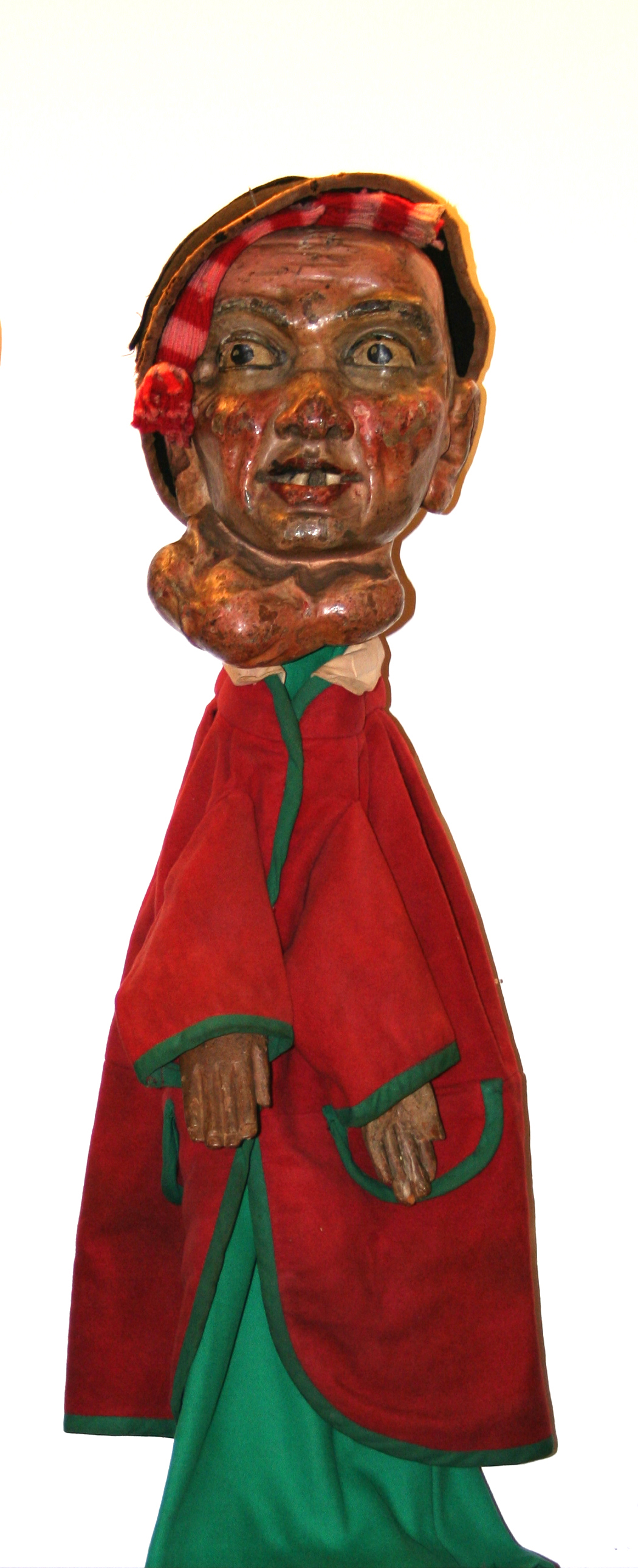
Bortolo Söcalonga, padre di Giopì
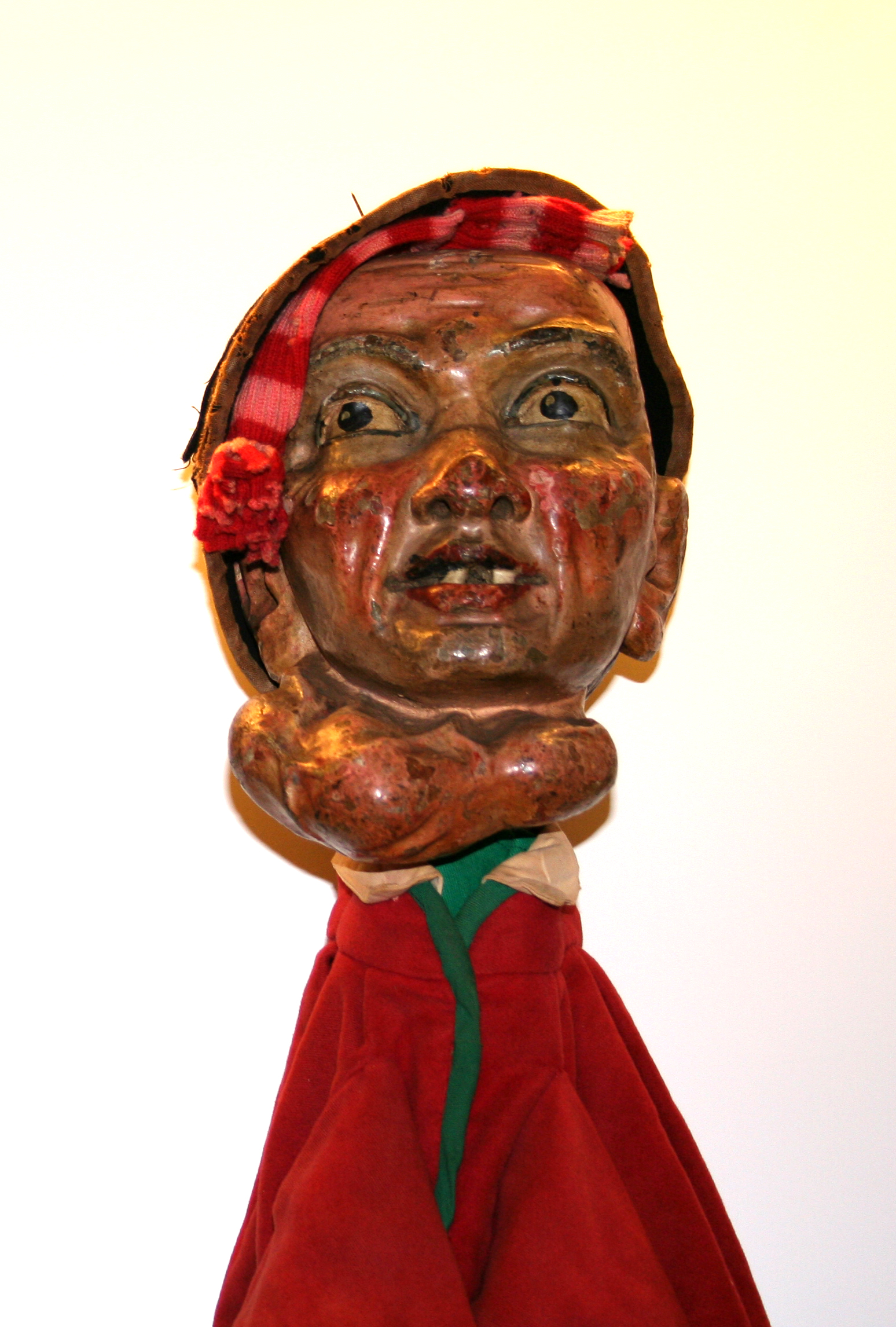
Bortolo Söcalonga
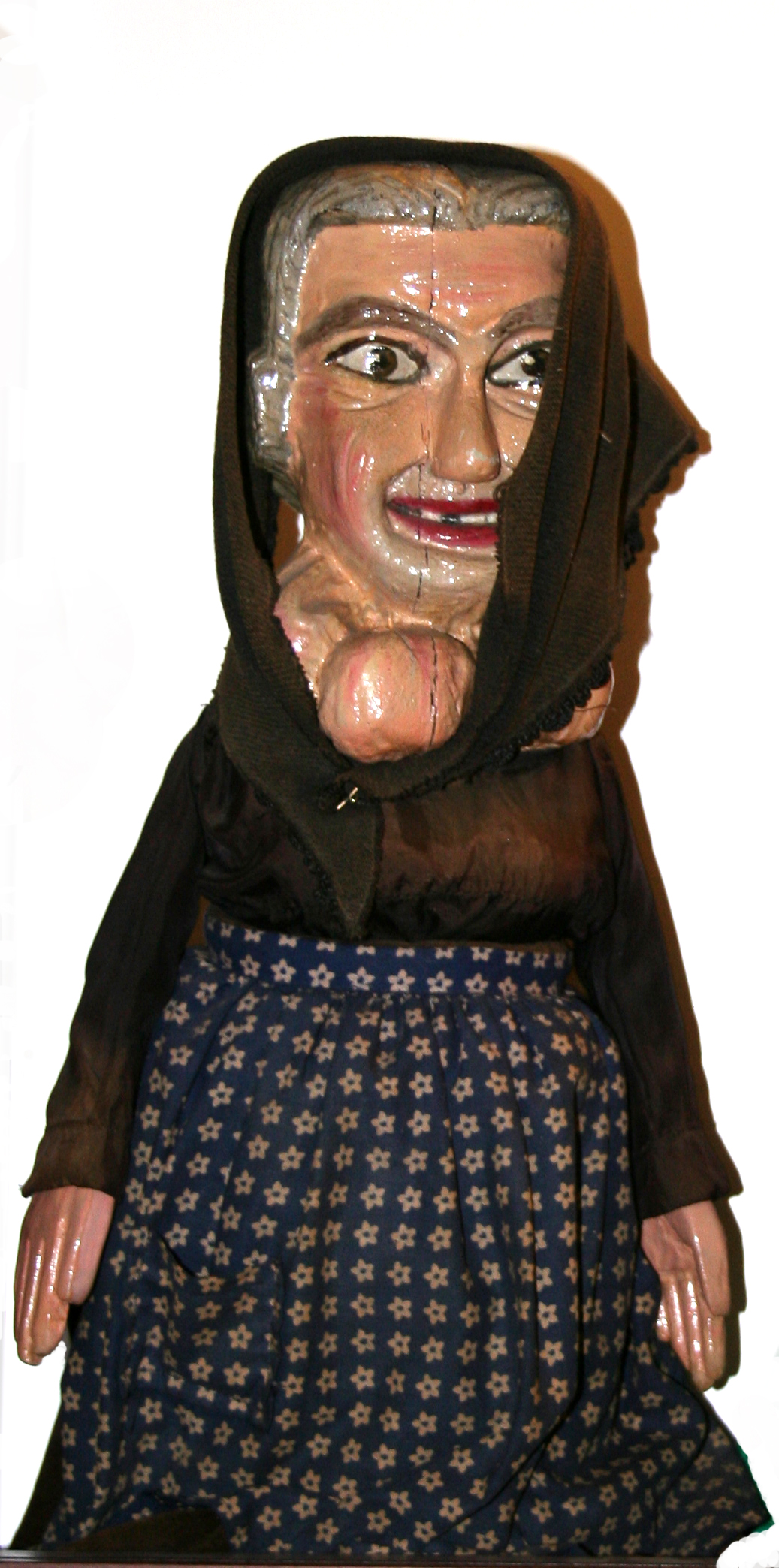
Maria Scatolera, madre di Giopì
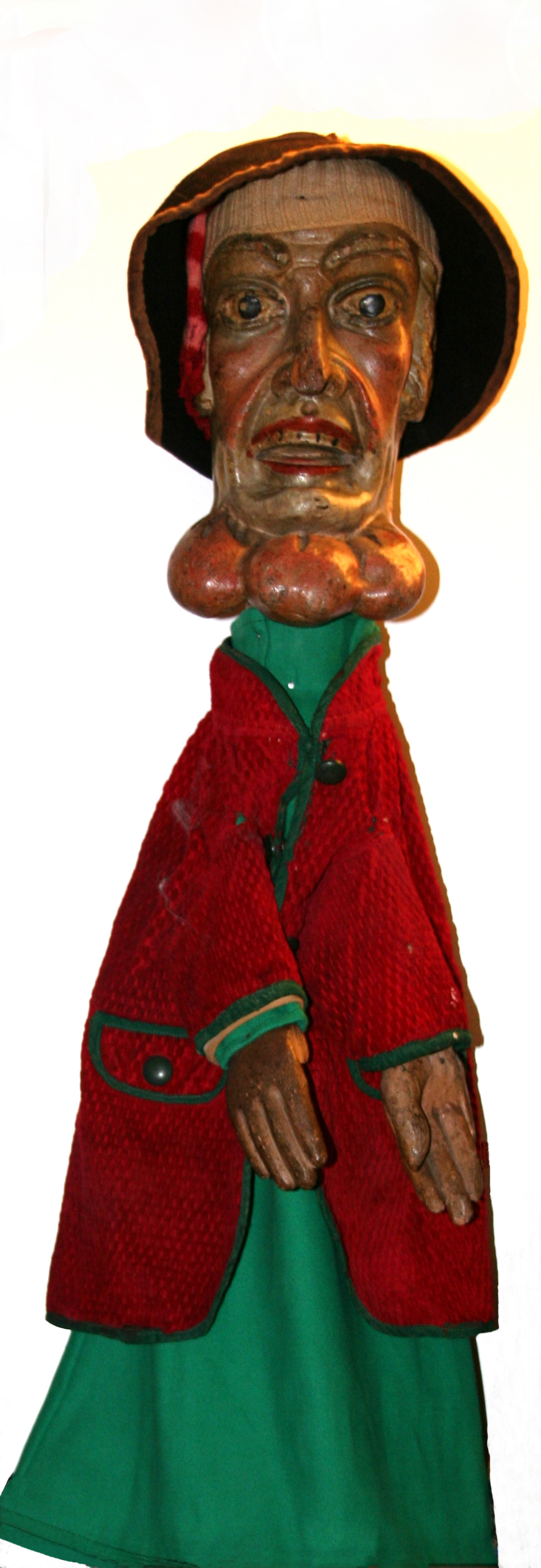
Bernardo, nonno di Giopì
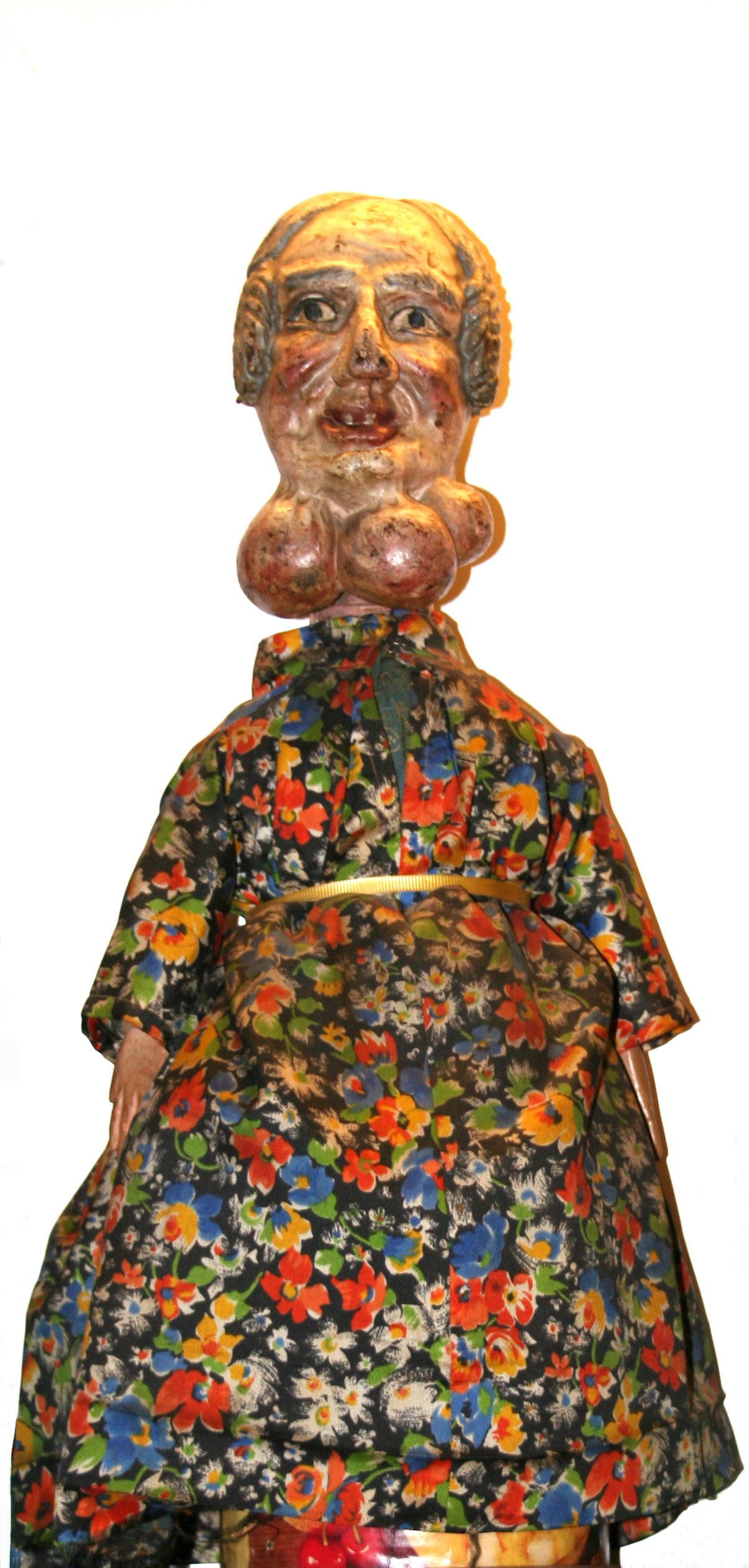
Bernarda, nonna di Giopì
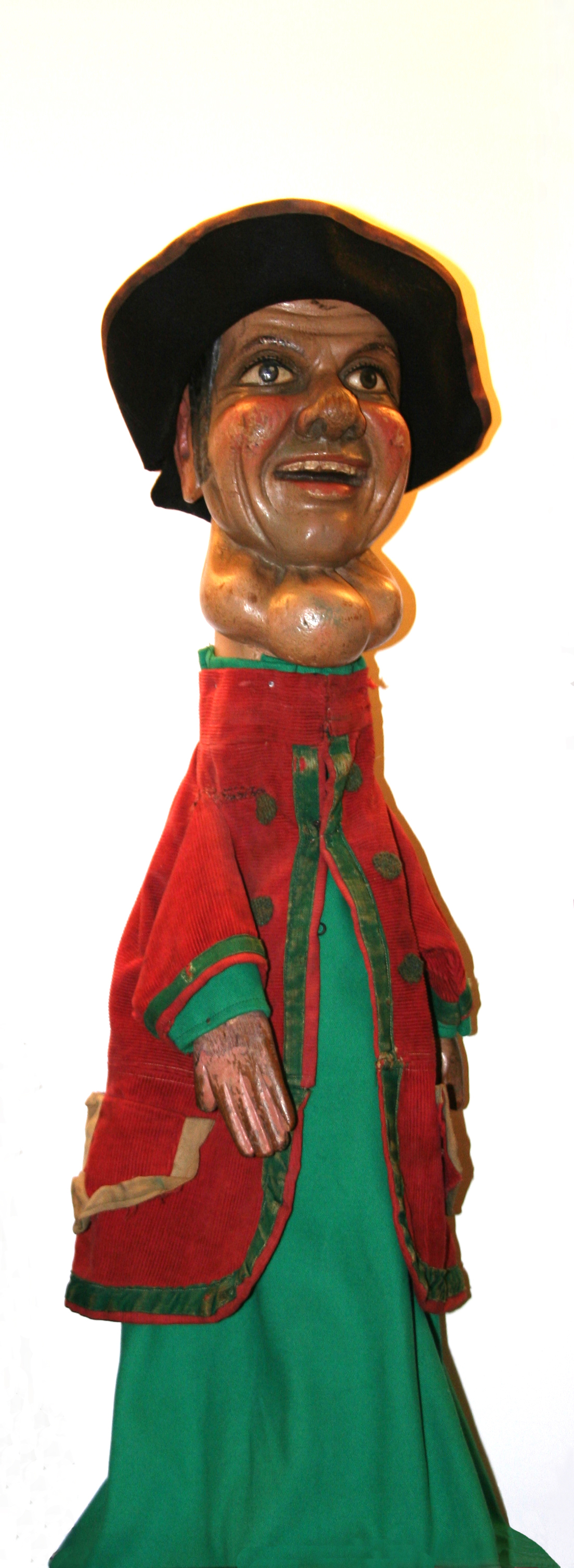
Giacomì, fratello di Giopì
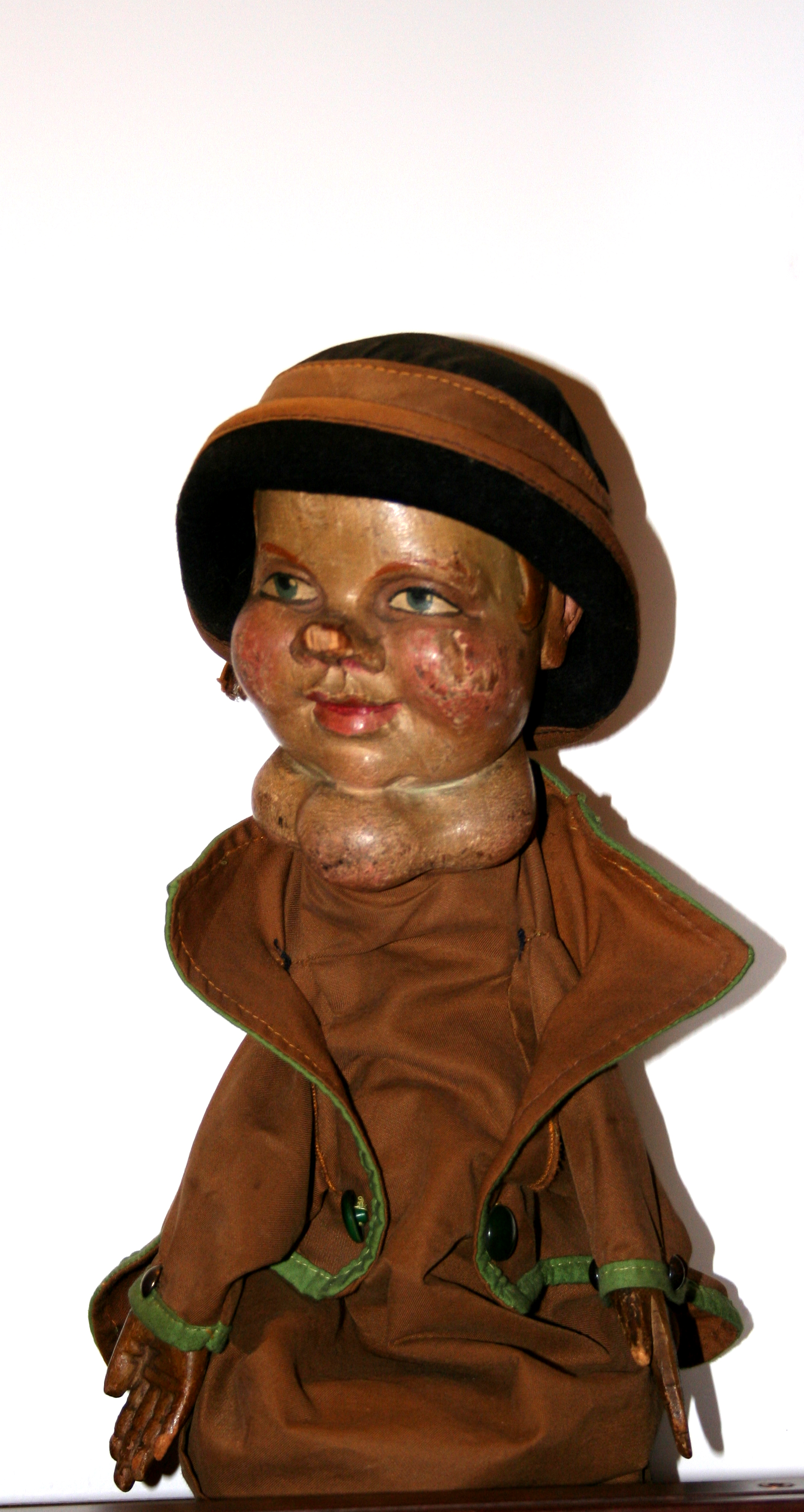
Pisanbraga, fratellino di Giopì
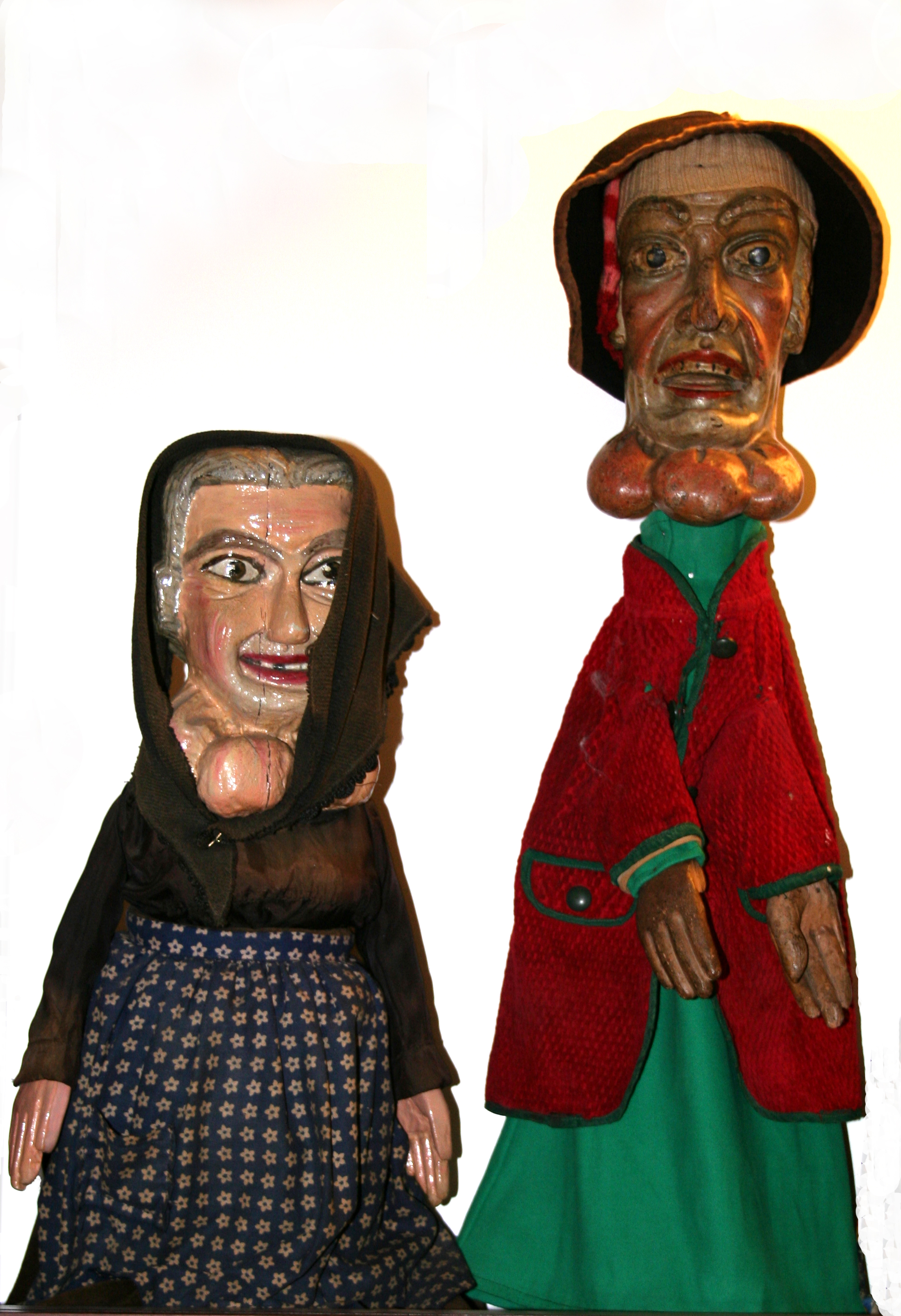
Maria Scatolera e Bernardo